# Kanadischer Wacholder
Der Kanadische Wacholder (Juniperus communis var. depressa) ist eine Varietät des Gemeinen Wacholders (Junipuers communis) aus der Familie der Zypressengewächse (Cupressaceae). Sie ist in weiten Teilen Nordamerikas heimisch.

## Beschreibung

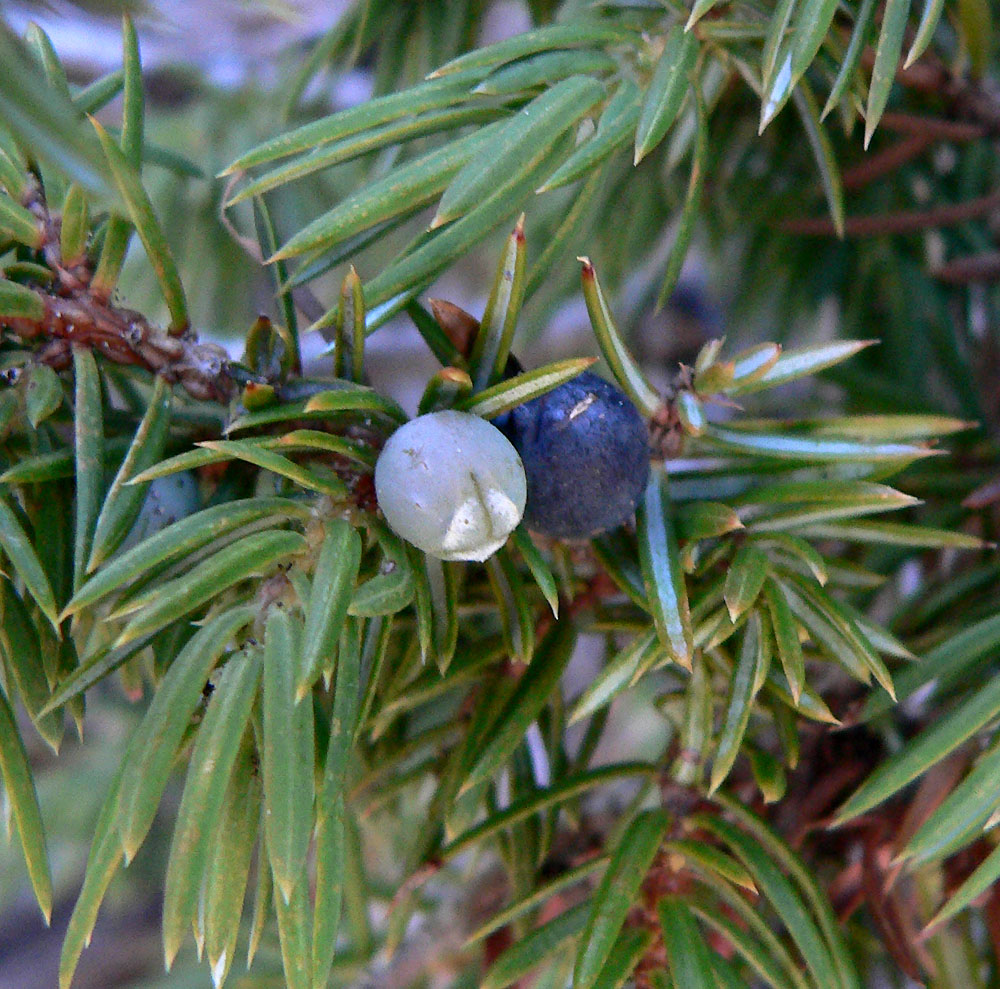
Zweig mit Nadeln und Beerenzapfen

Der Kanadische Wacholder wächst meist als immergrüner, mehrstämmiger, niederliegender Strauch, seltener auch als kleiner Baum. Die Strauchform erreicht Wuchshöhen von bis zu 3 Metern, die Bäume werden bis zu 6, in Ausnahmefällen auch bis zu 10 Meter hoch. Die faserige Borke blättert in dünnen Streifen ab und ist anfangs braun, verfärbt sich mit der Zeit aber grau. Die Äste gehen gerade oder aufsteigend vom Stamm ab.
Die nadelförmigen Blätter werden 0,8 bis 1,5 Zentimeter lang und haben eine spitz zulaufende oder zugespitzte Spitze. Sie weisen blaugrüne Stomatabänder auf.
Der Kanadische Wacholder ist zweihäusig (diözisch). Die weiblichen Beerenzapfen werden 0,6 bis 0,9 Zentimeter dick. Jeder der Zapfen trägt drei Samenkörner.
Die Chromosomenzahl beträgt 2n = 22.

## Verbreitung und Standort
Das natürliche Verbreitungsgebiet des Kanadischen Wacholders liegt in Kanada und weiten Teilen der USA. In Kanada findet man die Art in allen Provinzen und Territorien. In den USA erreicht das Verbreitungsgebiet in Alaska den nördlichsten und in Kalifornien, Arizona und New Mexico den südlichsten Punkt. Weiters erstreckt es sich von der West- bis zur Ostküste. Fossile Überreste der Art, welche aus der in Nordamerika als Wisconsin glaciation bekannten Kaltzeit stammen, wurden in den südlichen Appalachen gefunden.
Der Kanadische Wacholder gedeiht in Höhenlagen von 0 bis 2800 Metern. Er wächst dort auf felsigen Böden an Hängen und auf Berggipfeln.

## Systematik
Die Erstbeschreibung als Juniperus communis var. depressa erfolgte 1814 durch Frederick Traugott Pursh in Flora Americae Septentrionalis; or, a Systematic Arrangement and Description of the Plants of North America, Band 2, Seiten 646–647. Synonyme für Juniperus communis var. depressa Pursh sind Juniperus communis subsp. depressa (Pursh) Franco und Juniperus depressa (Pursh) Raf.